# Rừng tràm Tân Lập
Rừng tràm Tân Lập là khu vực rừng tràm ngập nước nằm tại xã Tân Lập, huyện Mộc Hóa, tỉnh Long An. Khu vực đã được sử dụng khai thác du lịch với tên gọi Khu du lịch sinh thái làng nổi Tân Lập hay ngắn gọn là Làng nổi Tân Lập.

## Vị trí và tự nhiên

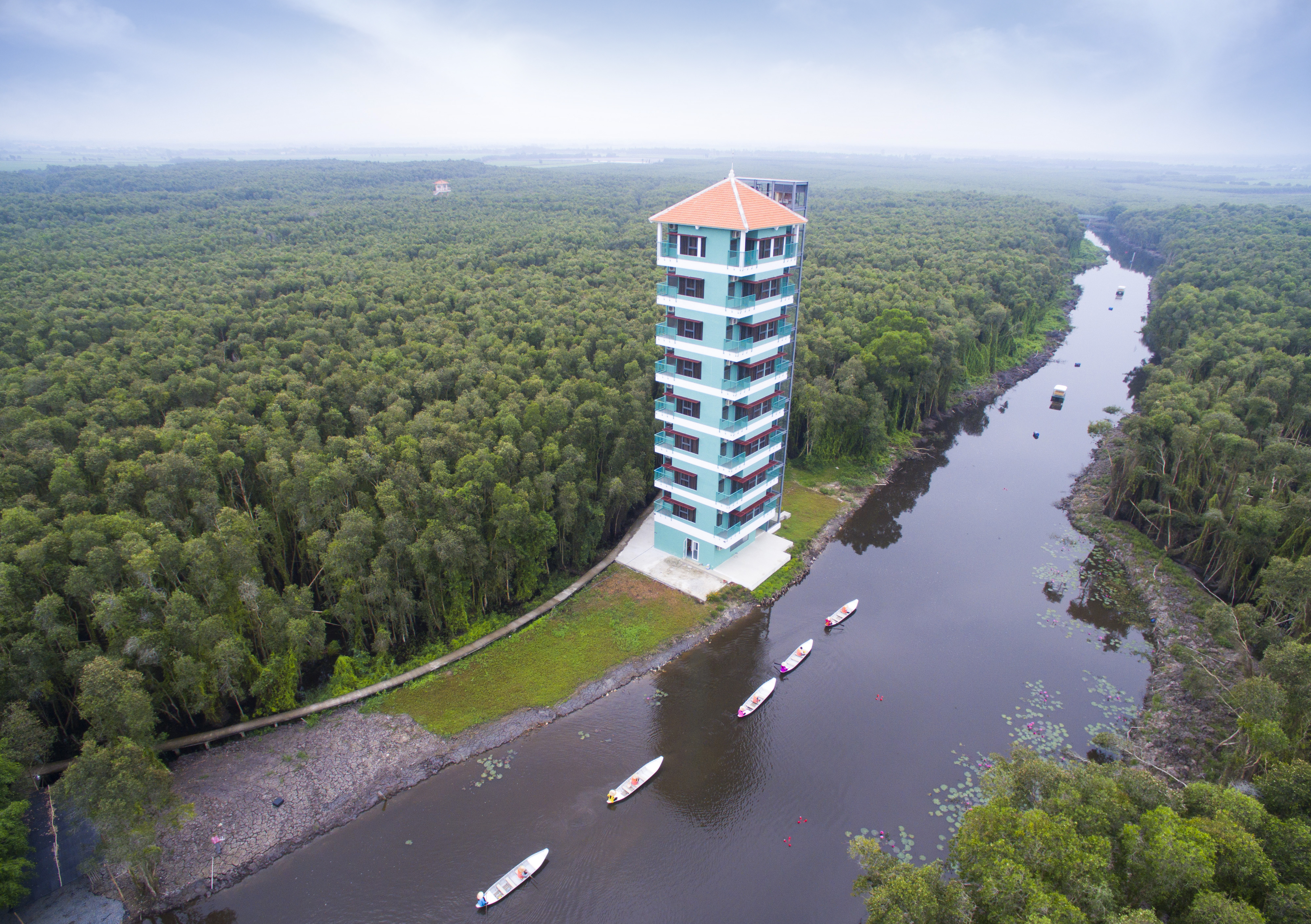
Khách sạn giữa rừng.

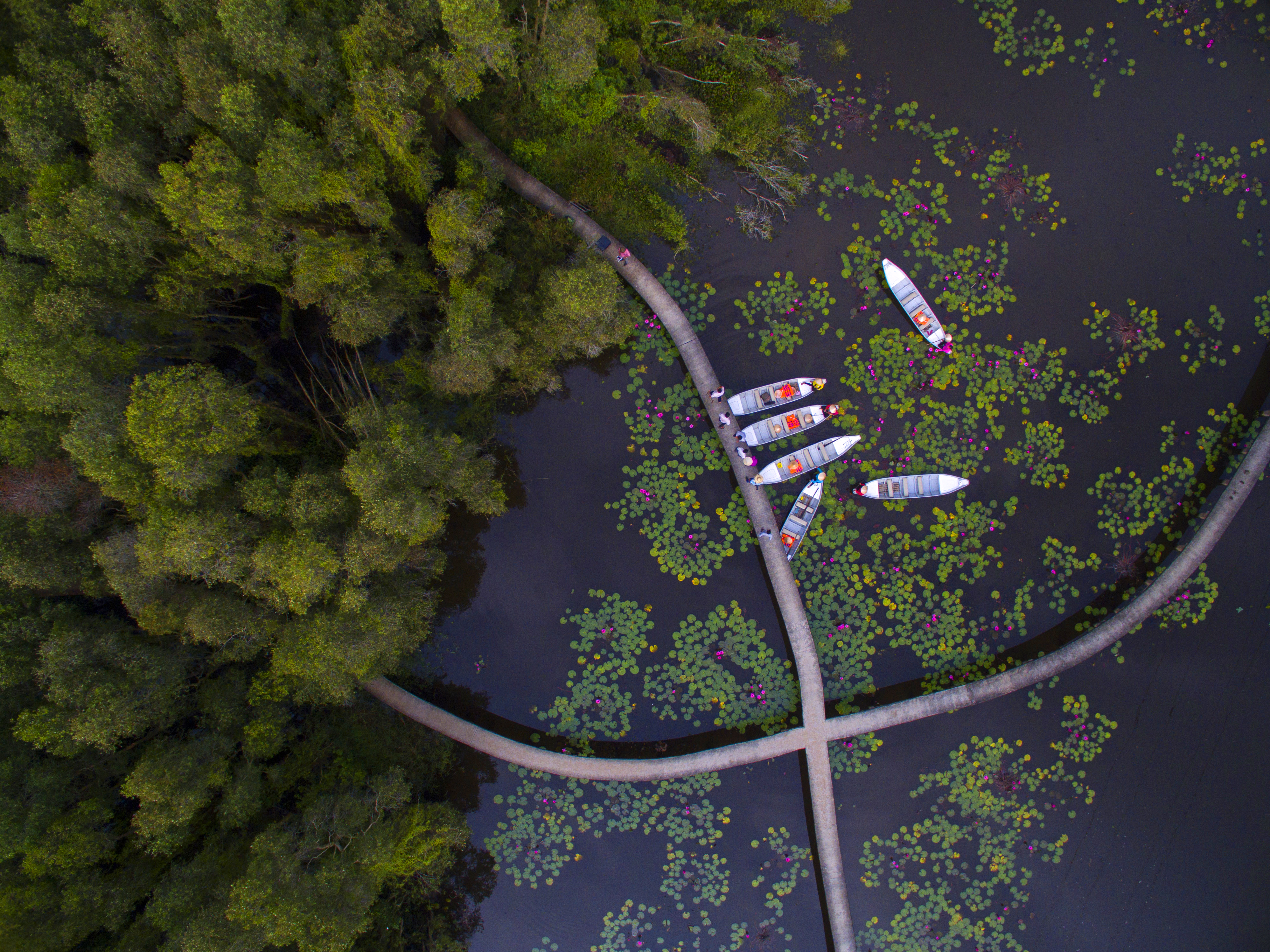
Rừng nhìn từ trên cao.

Rừng tràm Tân Lập nằm ở trung tâm vùng Đồng Tháp Mười, thuộc địa phận xã Tân Lập, huyện Mộc Hóa, tỉnh Long An. Vị trí cách thị xã Kiến Tường 8 km về phía đông nam; cách thành phố Tân An hơn 50 km về phía tây bắc chạy theo đường Quốc lộ 62, và gần 40 km theo đường chim bay; cách thành phố Hồ Chí Minh 100 km; cách biên giới với Campuchia 15 km. Rừng nằm ngay một bên của Quốc lộ 62, có sông Vàm Cỏ Tây chảy qua.
Với diện tích 135,0 ha (1,35 km2) và 500 ha vùng đệm, toàn bộ khu rừng là vùng ngập nước với cảnh quan tự nhiên, bao gồm rừng tràm nguyên sinh, sen – súng, lục bình, và có giống lúa ma điển hình của khu vực. Rừng Tân Lập là nơi quy tụ, trú ngụ của một lượng lớn chim, cò, nhiều loài cá và bò sát. Rạch Rừng xuyên qua khu rừng.
Rừng được phân thành nhiều khu chức năng với tổng diện tích khoảng 5 ha: trung tâm giáo dục môi trường, khu bảo tồn tự nhiên, khu di trú động vật hoang dã, khu lâm viên, khu nhà nổi trên cọc, khu công viên, khu bến thuyền,... Trong rừng có "Đảo thuần dưỡng chim" tập trung hàng ngàn giống chim, cò.

## Lịch sử và hoạt động du lịch
Năm 2003, khu du lịch sinh thái Làng nổi Tân Lập bắt đầu được đầu tư với kinh phí 96 tỉ VND, và được Tổng cục Du lịch giới thiệu, quảng bá, dự kiến 80.000 du khách nội địa và hơn 10.000 du khách quốc tế mỗi năm. Năm 2007, khu được giao cho Sở Thương mại – Du lịch Long An quản lý. Năm 2008, doanh thu trong năm là 2.784.000 đồng, mỗi tháng thu về có 232.000 đồng. Năm 2013, khu được chính quyền giao cho Trung tâm Xúc tiến du lịch, Sở Văn hóa–Thể thao và Du lịch tỉnh. Năm 2014, doanh thu là 24.139.107 đồng, tương đương mỗi tháng thu về khoảng 2 triệu đồng. Trước tình hình du lịch ảm đạm, báo Lao động đã gọi tình trạng này là "100 tỉ đồng trôi theo làng nổi". Sau đó, khu được giao cho Công ty TNHH Bất động sản Trần Thái.
Năm 2016, chính quyền địa phương giao rừng cho Công ty du lịch Tháp Mười. Khu du lịch sinh thái làng nổi Tân Lập đưa vào hoạt động vào năm 2017, Khu du lịch được đầu tư bởi Công ty du lịch Tháp Mười với số vốn đầu tư gần 325 tỷ VND. Giữa rừng là một khách sạn 8 tầng.
Hoạt động du lịch gồm tham quan xuyên rừng trên các tuyến đường đan với bề ngang 1 m dài 5 km, có thuyền kéo cáp dưới nước với tổng chiều dài 3 km. Ngoài ra, khách du lịch có thể chèo thuyền trên các con rạch để tham quan và quan sát từ tháp quan sát cao 38 m. Ngó sen và mật ong rừng được xem là những đặc sản tại đây mà khách được đem về.

### Sách
- Phạm Tất Thắng (2004). Thương mại Việt Nam hội nhập kinh tế quốc tế. Bộ thương mại, Trung tâm thông tin thương mại.
- Ủy ban Mặt trận tổ quốc Việt Nam tỉnh Long An (2004). Niên giám Long An, 2002-2003. Nhà xuất bản Thông tấn.